# Kanton Nevers-1
Der Kanton Nevers-1 ist seit 2015 ein französischer Wahlkreis im Arrondissement Nevers im Département Nièvre und in der Region Bourgogne-Franche-Comté; sein Hauptort ist Nevers.

## Gemeinden
Der Kanton besteht aus zwei Gemeinden und Gemeindeteilen mit insgesamt 11.316 Einwohnern (Stand: 1. Januar 2022) auf einer Gesamtfläche von 13,32 km²:
| Gemeinde             | Einwohner 1. Januar 2022 | Fläche km² | Dichte Einw./km² | Code INSEE | Postleitzahl |
| -------------------- | ------------------------ | ---------- | ---------------- | ---------- | ------------ |
| Coulanges-lès-Nevers | 3.678                    | 10,80      | 341              | 58088      | 58660        |
| Nevers               | 7.638                    | 2,52       | 3.031            | 58194      | 58000        |
| Kanton Nevers-1      | 11.316                   | 13,32      | 850              | 5811       | –            |

1. ↑   Nur der nördliche Teil der Gemeinde, der Rest verteilt sich auf die Kantone Nevers-2,  Nevers-3 und Nevers-4.